# Boots Maleson
Leon „Boots“ Maleson (* um 1960) ist ein US-amerikanischer Jazzmusiker (Kontrabass).
Maleson machte erste Aufnahmen, als er 1986 im Roger Eckstine Blues Quintet spielte. In den folgenden Jahren arbeitete er in der Begleitband der Sängerin Daryl Sherman, außerdem mit Vokalisten wie Ronny Whyte, Barbara Lea, Barbara Rosene, Cynthia Crane, Marlene VerPlanck, Lizzie Thomas und Ben Cassara. Des Weiteren spielte er im Trio des Pianisten John Colianni, zu hören auf dessen letztem Album Ahead of the Crowd, und mit dem Gitarristen Bill Wurtzel.  Maleson arbeitet außerdem als Theatermusiker am New Yorker Broadway. Im Bereich des Jazz war er laut Tom Lord zwischen 1986 und 2023 an 19 Aufnahmesessions beteiligt.